# Карлман (син на Карл Плешиви)
Вижте пояснителната страница за други личности с името Карлман.
Карлман (на френски: Carloman; на немски: Karlmann, * 850, † 876, Ехтернах, Люксембург) от франкския владетелски род Каролинги, е син на западнофранкския крал и римски император Карл Плешиви от брака му с Ирментруда.

## Биография
През 854 г. Карлман е подстриган и става по-късно абат на Сен Медард в Соасон. След смъртта на брат му Лотар през 865 г. той получава и манастир Сен Жермен в Оксер.
Карлман участва активно и в светската политика и през 870 г. въстава против баща си. Въстанието няма успех и баща му му взема манастирите и е затворен в каструма на Санлис в Пикардия. Скоро освободен, той бяга вав Фландрия, от където продължава бунта. Отказва на зет си граф Балдуин Желязната ръка да се подчини. През 873 г. Карлман отново е хванат и затворен в Санлис. Едно събрание на западнофранкските епископи му се вземат и духовническите служби освен правото на проповедник. Карлман получава отново всички права на престолонаследник и става така важен политически фактор. Скоро се образува опозиция на водещите големи против Карл Плешиви, която има за цел освобождаването на Карлман и вероятно поставянето му на трона. Това въстание бързо е потушено. Карл нарежда ослепяването на синът му, за да няма право на трона.
След тази наказателна присъда Карлман е заведен в абатството Корби, където трябва да живее като монах. От там той успява да избяга в източнофранкското кралство на чичо му Лудвиг Немски. Той го прави абат на манастира Ехтернах, където умира малко след това.